# Serafino Tamburelli

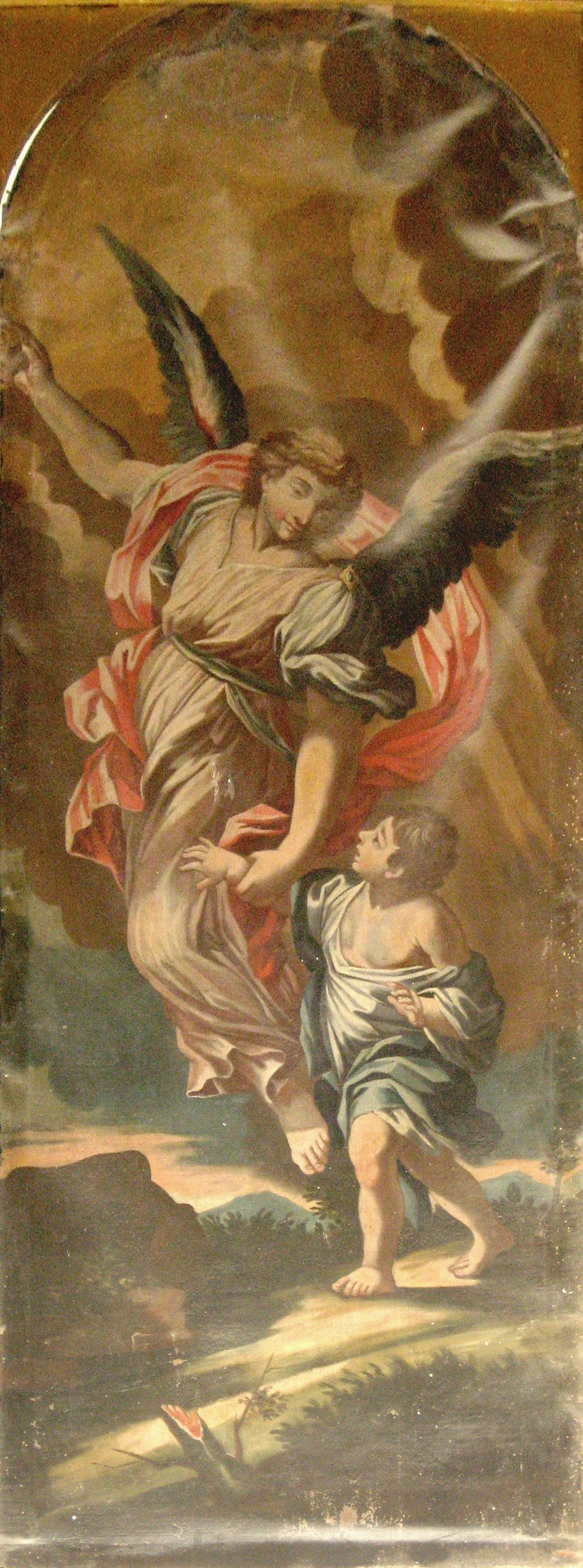
San Raffaele, 1750 ca.; Atri, chiesa della Trinità.

Serafino Tamburelli (Atri, 1680 – 1750) è stato un pittore italiano.

## Biografia
Il pittore nacque in Atri nel 1680, dalla nobile famiglia Tamburelli, una delle più importanti della città, che già tempo prima aveva dato i natali a personaggi illustri. Dopo un'iniziale formazione presso gli artisti locali e quelli napoletani attivi in regione, frequentò la bottega di Francesco Solimena, assimilandone fortemente lo stile. Della sua vita privata si sa poco, anche se comunque i documenti citano numerose commissioni a lui dirette. Muore nella sua città natale, nel 1750.

## Attività artistica
Dai documenti sappiamo che il Tamburelli fu l'autore di numerose opere, anche di prestigio: fu lui infatti ad essere incaricato, dopo il 1710, di restaurare e integrare gli affreschi di Giacomo Farelli nel Palazzo ducale degli Acquaviva, danneggiati durante gli attacchi austriaci del 1707 e 1709.
Oggi di quella che dovette essere una fortunata attività rimane molto poco, tutto concentrato ad Atri. Si tratta delle grandi tele raffiguranti i Cinque Misteri Gaudiosi (con l'aggiunta dell'Adorazione dei Magi) che ornano il presbiterio della chiesa di San Giovanni Battista, detta di San Domenico perché anticamente abitata dai Domenicani. La commissione era stata rivolta nel 1713 ad un tal Donato Vitolo, campano, che però realizzò solo la Presentazione di Gesù al Tempio. Dopo pochi anni i frati affidarono il proseguimento dei lavori a Serafino Tamburelli, che terminò i lavori nel 1739 (la data, assieme alla firma, è sulla tela della Visitazione). Assieme alle tele, il Tamburelli realizzò anche i relativi bozzetti (che comprendono anche una riproduzione, personalizzata, della Presentazione del Vitolo), che dopo la morte dell'artista furono acquistati dal priore del convento domenicano e oggi sono esposti nel Museo Capitolare.
Recentemente gli è stata attribuita anche la tela con San Raffaele, nella chiesa della Trinità, databile agli ultimi anni dell'attività artistica, identificabile forse con una parte della grande macchina d'altare della distrutta chiesa di Sant'Antonio che sarà continuata, poi, dal conterraneo Giuseppe Prepositi.

## Opere
- Annunciazione, Atri, chiesa di San Giovanni Battista.
- Visitazione, Atri, chiesa di San Giovanni Battista.
- Natività, Atri, chiesa di San Giovanni Battista.
- Adorazione dei Magi, Atri, chiesa di San Giovanni Battista.
- Gesù tra i Dottori del Tempio, Atri, chiesa di San Giovanni Battista.
- Annunciazione, bozzetto, Museo capitolare di Atri.
- Visitazione, bozzetto, Museo capitolare di Atri.
- Natività, bozzetto, Museo capitolare di Atri.
- Presentazione di Gesù al Tempio, copia da Donato Vitolo, Museo capitolare di Atri.
- Adorazione dei Magi, bozzetto, Museo capitolare di Atri.
- Gesù tra i Dottori del Tempio, bozzetto, Museo capitolare di Atri.
- San Raffaele, Atri, chiesa della Trinità.